# Raphionacme utilis
Raphionacme utilis är en oleanderväxtart som beskrevs av Nicholas Edward Brown och Stapf. Raphionacme utilis ingår i släktet Raphionacme och familjen oleanderväxter. Inga underarter finns listade i Catalogue of Life.